# Conagra Brands
Conagra Brands, Inc., tidigare Conagra Foods, Inc., är ett amerikanskt livsmedelsföretag som producerar och distribuerar livsmedel och drycker som bland annat barbecuesåser, barnmat, bönor, chiliprodukter, chokladdrycker, desserter, färdigmat, grönsaker, hälsokost, jordnötssmör, ketchup, korvar, marinader, matlagningsoljor, mejeriprodukter, olivoljor, popcorn, potatisprodukter, senaper, snacks, soppor, såser och äggersättningar.
De grundades 1919 av Alva Kinney och Frank Little när de slog ihop sina kvarnverksamheter och bildade företaget Nebraska Consolidated Mills. I början av 1970-talet bytte företaget namn till Conagra, Inc. och var samtidigt på ruinens brant efter en rad felsatsningar i bland annat gödsel, djurfoder, fiskodlingar och spekulationer på råvarubörser. 1974 tog företagsledaren Mike Harper över Conagra och fick rätsida och undvek konkurs efter att oanvända byggnader och mark såldes och olönsamma dotterbolag och divisioner avyttrades eller lades ned. Under Harpers första år som vd lyckades han vända en förlust på  $12 miljoner till en vinst på $4 miljoner. De efterföljande två decennierna förvärvade Conagra över 200 företag och varumärken, som resulterade att 1987 blev de världens största företag inom köttproduktion, 1990 blev de USA:s näst största livsmedelsproducent och i första halvan av 1990-talet var de USA:s största livsmedelsföretag för bland annat djupfryst potatis, fjäderfä, får, gris och kyckling. 2000 lade man till Foods i företagsnamnet.
För 2015 hade företaget en omsättning på nästan $11,7 miljarder och i maj 2016 bestod deras personalstyrka av 20 900 anställda. Deras huvudkontor låg i Omaha i Nebraska mellan 1922 och 2016, när de flyttade det till Chicago i Illinois.